# Związek Stanowczych Chrześcijan
Związek Stanowczych Chrześcijan – wspólnota religijna o zielonoświątkowym charakterze powstała na początku XX wieku na Śląsku Cieszyńskim, w 1947 włączona do Zjednoczonego Kościoła Ewangelicznego.

## Początki
W 1904 w ramach Kościoła luterańskiego powstała na Śląsku Cieszyńskim „Społeczność Chrześcijańska”. W 1908 powstał w Nieborach zbór grupy, która określiła się jako „Stanowczy Chrześcijanie”, nadal pozostając w ramach Kościoła Ewangelickiego . Część członków zboru w tym samym roku przyjęła poglądy zielonoświątkowe, które dotarły do Polski początkiem XX wieku ze Stanów Zjednoczonych (pośrednio: z Norwegii i Niemiec). W wyniku niezgodności stanowisk, osoby które przyjęły nową naukę, zostały wykluczone z tego kościoła (po Deklaracji berlińskiej) i stworzyły związek wyznaniowy, który prawnie zalegalizowały władze austro-węgierskie 10 lipca 1910 pod nazwą Związek na rzecz Stanowczego Chrześcijaństwa (niem. Bund für entschiedenes Christentum). Wspólnocie tej miejscowa ludność nadała nazwę „Zielonoświątkowcy”.
W czerwcu 1912 otworzono pierwszą kaplicę Związku Stanowczych Chrześcijan w Nieborach. Rok później dzięki aktywności Adolfa Małysza powstał zbór w Ustroniu. Przed I wojną światową istniały już zbory w Nieborach, Ustroniu i Żukowie Dolnym. Grupa liczyła około 80 członków. W wyniku I wojny światowej zbory te zostały rozdzielone granicą polsko-czechosłowacką. Pismo „Głos Prawdy” z 1920 informowało, że nabożeństwa odbywały się w miejscowościach: Niebory, Sucha, Jaworze, Ustroń, Tyra, Wisła, Wędrynia i Puńców.
Dużym przedsięwzięciem finansowym Związku była budowa w latach 30. przytułku – schroniska w Gródku, który miał służyć wszystkim poważnie chorym. W 1935 wprowadzono karty członkowskie w kilku kolorach.

## II wojna światowa
W czasie II wojny światowej działalność związków religijnych nie posiadających uznania państwowego została zawieszona, a więc zarówno Społeczności Chrześcijańskiej jak i Związku Stanowczych Chrześcijan. Odbywali domowe nabożeństwa. Niektórzy ze Stanowczych podpisali Volkslistę. Tych, którzy nie podpisali Volkslisty dotknęły prześladowania: zsyłano ich do obozów, przesiedlano, rozstrzeliwano. 9 wyznawców zginęło w obozach.

## Zjednoczony Kościół Ewangeliczny

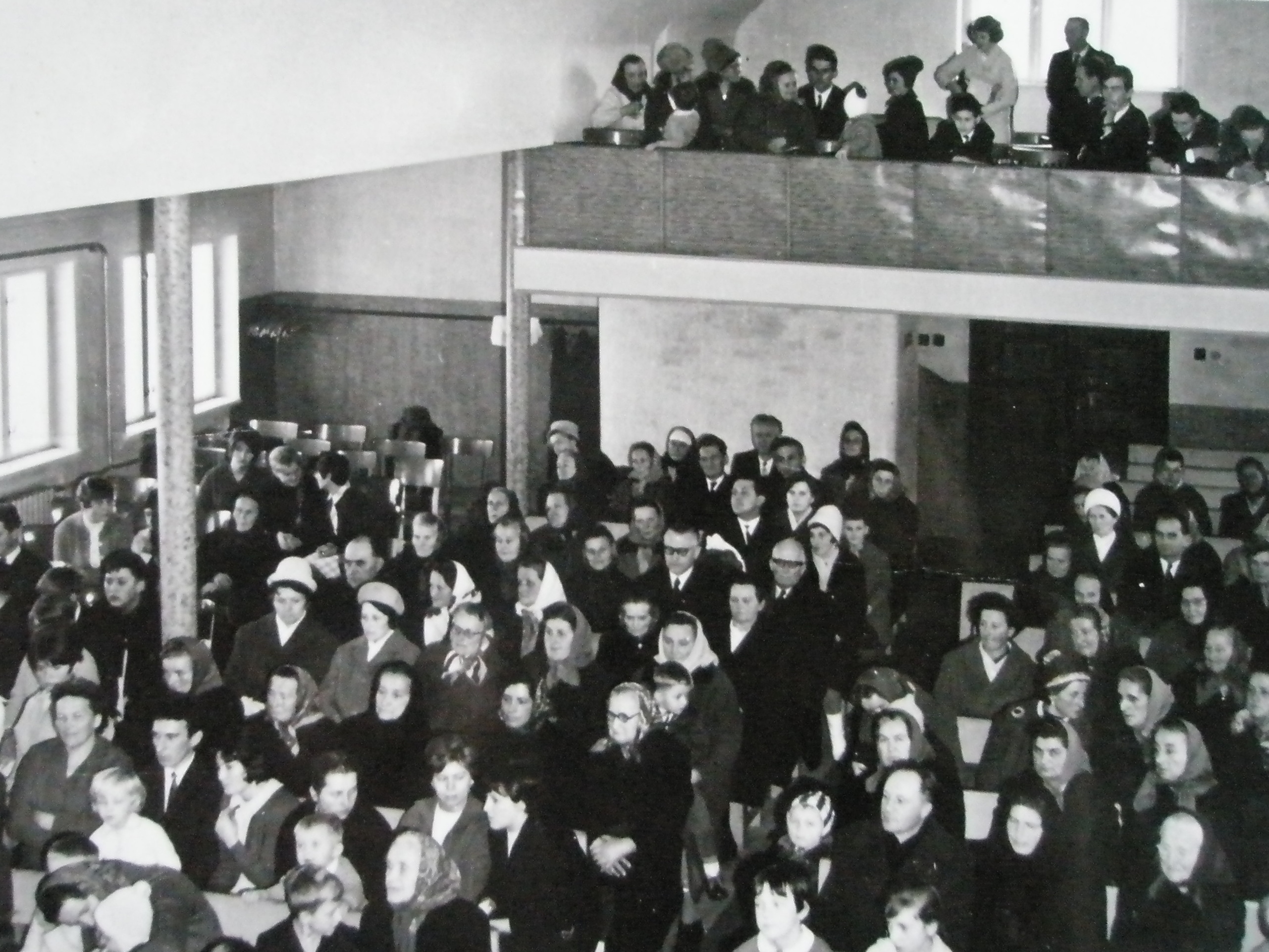
Wnętrze domu zborowego w Nieborach (1967)

W maju 1946 odbyła się konferencja w Wiśle, w której wzięli udział przedstawiciele większości ugrupowań ewangelikalnych w Polsce. W 1947 ze Związku Ewangelicznych Chrześcijan, Związku Wolnych Chrześcijan i Związku Stanowczych Chrześcijan utworzono nowy Zjednoczony Kościół Ewangeliczny (ZKE).
Przed przystąpieniem do ZKE członkowie Związku Stanowczych Chrześcijan zrezygnowali z praktyki udzielania chrztu niemowlętom i począwszy od swoich przywódców przyjmowali świadomie chrzest przez zanurzenie. Chrztu takiego grupie 10 przedstawicieli tej wspólnoty (w tym Adolfowi Małyszowi) udzielił Stanisław Krakiewicz z Warszawy.
20 września 1950 roku Urząd Bezpieczeństwa zamknął wszystkie obiekty sakralne ZKE i aresztował część duchowieństwa pod zarzutem szpiegostwa na rzecz Zachodu. Spośród Stanowczych aresztowano 9 osób. Najdłużej przesiedział Karol Śniegoń (5 miesięcy). Paweł Cieślar zachorował w więzieniu i po przewiezieniu do szpitala w Cieszynie zmarł (22 października 1950).
Dalsze losy stanowczych chrześcijan były związane z ZKE. Po dokonanej w 1988 likwidacji tego Kościoła znaleźli się oni w Kościele Zielonoświątkowym.

## Przewodniczący ZSCh w Polsce
- 1910–1917: Jan Kajfosz
- 1917–1920: Karol Kaleta

Od roku 1920 do wejścia w struktury ZKE przewodniczącymi byli:
- 1920–1927: Karol Śniegoń
- 1927–1931: Karol Kupka
- 1931–1935: Adolf Małysz
- 1937–1938: Karol Śniegoń
- 1938–1945: Paweł Wojnar
- 1945–1947: Karol Śniegoń

## Stanowczy chrześcijanie w Czechosłowacji
W Czechosłowacji po zawieszeniu działalności stowarzyszeń religijnych stanowczy chrześcijanie zostali w 1951 przyłączeni do Jednoty Czeskobraterskiej.
Na początku lat 60. w czasie nabożeństw Stanowczych Chrześcijan na Zaolziu zaczęło pojawiać się religijne proroctwo, które nawoływało do migracji do Polski, do „opuszczenia domów i przeniesienia się w odległe puste miejsce”. Od jesieni 1966 roku opuszczone w tym czasie wioski w Beskidzie Niskim zasiedliło w sumie około 100 rodzin zarówno z Czechosłowacji jak i Polski. Dopiero jednak w 1981 stanowczy chrześcijanie, którzy osiedlili się w Beskidzie Niskim uzyskali rejestrację jako Protestancka Wspólnota Regionu Bieszczadzkiego, przemianowana w latach 90. na Ewangeliczna Wspólnota Zielonoświątkowa.

## Charakter zielonoświątkowy
Leszek Jańczuk zwrócił uwagę, że klasyfikowanie stanowczych chrześcijan jako zielonoświątkowców jest problematyczne. W okresie międzywojennym prawie w ogóle nie utrzymywali kontaktów z chrześcijanami wiary ewangelicznej i byli niechętni do podejmowania takich kontaktów, ale utrzymywali kontakty z wolnymi chrześcijanami. Jeszcze po roku 1950 Karol Śniegoń wielokrotnie podkreślał, że nie jest zielonoświątkowcem. W roku 1956 stanowczy chrześcijanie nie poparli chrześcijan wiary ewangelicznej, gdy ci uskarżali się na prześladowania zielonoświątkowców w ZKE i stanęli przeciwko nim. Dopiero w roku 1961 stanowczy chrześcijanie wysłali swego przedstawiciela na międzynarodową konferencję zielonoświątkową i od tego momentu zaczęła się w nich budzić tożsamość zielonoświątkowa. Krakiewicz jeszcze po roku 1970 utrzymywał, że stanowczy chrześcijanie nie są zielonoświątkowcami. W latach 60. i 70. stanowczy chrześcijanie mieli pewne braki w swoich kadrach, które zostały uzupełnione kilkoma działaczami pochodzącymi ze środowiska chrześcijan wiary ewangelicznej (Grzegorz Ilczuk, Mieczysław Suski, Michał Hydzik). Wpłynęło to na zielonoświątkową tożsamość stanowczych chrześcijan.